# Kyle Johnson
Kyle Alexander Johnson (Scarborough, 31 dicembre 1988) è un cestista canadese naturalizzato britannico.

## Carriera

### Club
È uscito nel 2011 dalla Long Island University, quindi ha giocato in Grecia per uno scampolo di stagione per proseguire l'annata con i ciprioti dell'APOEL Nicosia.
Nell'agosto 2012 ha firmato un contratto con la Sutor Montegranaro, formazione militante nella Serie A italiana.. Passa poi a Ferentino, e nel dicembre 2013 viene ingaggiato dalla Vanoli Cremona. Il 25 marzo 2015, dopo un periodo passato in Canada con la maglia del Brampton A's, torna di nuovo in Italia firmando con l'Angelico Biella, in sostituzione dell'infortunato Alan Voskuil.
Il 17 Dicembre 2015 firma con la Pallacanestro Cantù .

### Nazionale
Nonostante sia nato nel distretto canadese di Scarborough, nei pressi della città di Toronto, Johnson possiede la cittadinanza britannica ed ha disputato sia gli Europei 2011 che le Olimpiadi 2012 con la Gran Bretagna.

## Palmarès

### Club
- NBL Canada: 2

London Lightning: 2016-17, 2017-18